# Báo và phát thanh, truyền hình Đồng Tháp
Báo và phát thanh, truyền hình Đồng Tháp là đơn vị sự nghiệp trực thuộc tỉnh ủy Đồng Tháp. Năm 2023, theo số liệu của hệ thống đo lường khán giả truyền hình Việt Nam, kênh THĐT1 là kênh truyền hình có tỷ lệ khán giả tiếp cận cao thứ  hai  ở khu vực Đồng bằng sông Cửu Long, kênh Miền Tây - THĐT2 nằm trong TOP 10 kênh truyền hình có tỷ lệ khán giả tiếp cận cao nhất ở khu vực Đồng bằng sông Cửu Long.

## Lịch sử
- Ngày 2 tháng 9 năm 1977: Đài có buổi phát thanh đầu tiên trên sóng AM 819 KHz.
- Năm 1985: THĐT phát sóng thử nghiệm hệ màu Secam 3B, trên kênh 11, tần số VHF.
- Những năm 1991 - 1995: Giai đoạn THĐT ngừng phát sóng.
- Năm 1996: Giai đoạn tái phát sóng truyền hình lần thứ 2 trên kênh 29 UHF.
- Năm 1997: THĐT đã trở lại vào thời lượng phát sóng truyền hình liên tục 9 giờ 1 ngày.
- Năm 2003: Đài ngưng phát thanh sóng AM đồng thời chuyển sang phát sóng phát thanh FM tần số 98,4 MHz công suất 5 Kw.
- Năm 2008 thời lượng phát thanh hàng ngày thứ Hai đến thứ Sáu: sáng 5h -> 8h, trưa 11h30 -> 13h, chiều & tối 16h -> 20h30, riêng thứ Bảy, Chủ Nhật và các ngày lễ, tết phát liên tục từ 5h -> 20h30, từ năm 2023 thời lượng phát thanh phát liên tục từ 5h -> 20h30 hằng ngày. Riêng truyền hình từ 18/7 sau tăng lên 21/7 và tiếp tục tăng lên 24/7.
- Ngày 14 tháng 10 năm 2010: Chính thức đưa trang thông tin điện tử www.thdt.vn vào hoạt động.
- Ngày 20 tháng 12 năm 2013: Phát sóng kênh Miền Tây - THĐT2 dưới sự hợp tác của AVG.
- Tháng 4/2014: Kênh THĐT đổi tên thành THĐT1 và nâng cấp giao diện website hoàn toàn mới.
- Ngày 01/01/2016: Kênh THĐT1 chính thức phát sóng 24/7.
- Ngày 01/10/2019: Kênh THĐT1 được phát dưới dạng HD.
- Ngày 17/12/2019: Kênh Miền Tây đã được trả lại cho THĐT. Nội dung chương trình hiện tại đang được cơ cấu & quản lý bởi THĐT. Thời điểm này kênh chưa có lịch phát sóng chính thức mà kênh vẫn sử dụng lịch phát sóng kênh Miền Tây của AVG khi kênh mới được trả về cho THĐT.
- Từ ngày 01/01/2020: Kênh Miền Tây chính thức có lịch phát sóng đầu tiên do THĐT biên tập[1]. Đồng thời hạ sóng thời lượng từ 6h - 24h sang 5h - 23h và tiếp sóng trên VTV1 trong chương trình Chào buổi sáng & Thời sự.
- Từ 23h53 ngày 31/07/2023: Kênh THĐT1 chính thức loại bỏ logo HD.
- Từ ngày 01/06/2025: Đài Phát thanh - Truyền hình Đồng Tháp sáp nhập với Báo Đồng Tháp thành Báo và Đài Phát thanh - Truyền hình Đồng Tháp.
- Từ ngày 11/7/2025, Báo và Đài Phát thanh – Truyền hình Đồng Tháp hợp nhất với Báo Ấp Bắc và Đài Phát thanh – Truyền hình Tiền Giang thành Báo và phát thanh, truyền hình Đồng Tháp.

## Ban Lãnh đạo
- Giám đốc : Ngô Thị Ngọc Hạnh
- Phó Giám đốc: Nguyễn Thị Ngọc Diệp
- Phó Giám đốc: Nguyễn Trọng Nghĩa

## Các kênh chương trình

### Phát thanh
- 98.4 MHz[2]: Kênh Thời sự - Chính trị - Tổng hợp phát sóng 15,5/7, công suất máy phát 5Kw, từ 05:00 đến 20:30 hằng ngày.
- Một phần tỉnh Đồng Tháp và 1 phần các tỉnh thành vùng Đồng bằng sông Cửu Long.

### Truyền hình
- THĐT1: Kênh Thời sự - Chính trị - Tổng hợp với thời lượng phát sóng 24/7.
  - VTVCab: Kênh 322.
  - SCTV: Kênh 92.
  - SCTV: cáp Analog tại Đồng Tháp, An Giang, Bạc Liêu, Cần Thơ, Sóc Trăng, Trà Vinh, Kiên Giang.
  - HTVC: Kênh 44.
  - VTC: Kênh 84.
  - FPT: Kênh 138.
  - MyTV - VNPT: Kênh 661.
  - Viettel TV: Kênh 220.
  - DVB-T2 SDTV: Kênh 33 UHF, tần số 570 MHz chất lượng HD.
  - DVB-T2 SDTV: Kênh 36 UHF, tần số 594 MHz. Chất lượng SD.
  - Truyền hình OTT: HTVC, FPT Play, Clip TV, VTVcab ON, SCTV Online, K+, MyTV, VTVgo, HTVC TVoD, THDT, VieON.

- THĐT2 - Miền Tây: Kênh Khoa giáo - Giải trí, liên kết với Công ty cổ phần Nghe nhìn Toàn cầu, sản xuất với thời lượng 18/7. Từ ngày 17/12/2019, kênh đã được trả lại cho THĐT. Hiện nay kênh phát sóng với thời lượng 19/7.

Thời lượng phát sóng trên THĐT2:
- 06h00 - 24h00: 20/12/2013 đến 31/12/2019.
- 05h00 - 23h00: 01/01/2020 đến 31/12/2020.
- 05h00 - 24h00: 01/01/2021 - nay.
  - VTVCab: Kênh 172.
  - HTVC: Kênh 33.
  - DVB-T2 SDTV: Kênh 33 UHF, tần số 570 MHz.
  - AVG: Kênh hiện tại đã ngừng phát sóng
  - SCTV: Kênh 105.
  - Truyền hình OTT: THDT, AVG, FPT Play, VieON, NETHub.

## Nhạc hiệu và lời xướng
Đầu buổi phát sóng mỗi ngày trên các kênh phát thanh của Đài đều có phát một đoạn nhạc không lời gọi là "nhạc hiệu" của Đài cùng một câu giới thiệu tên gọi và vị trí của Đài được gọi là "lời xướng" do các phát thanh viên gồm một nam và một nữ lần lượt đọc. Nhạc hiệu của Đài là bài "Tiểu đoàn 307" của cố nhạc sỹ Nguyễn Hữu Trí (phát thanh), "Tháp Mười anh dũng" của cố NSUT Nguyễn Ngọc Bạch (truyền hình), được dùng từ khi thành lập Đài cho đến nay.
Đài hiệu từ 2004-nay:
| “ | Đây là Đài Phát thanh Đồng Tháp, phát trên sóng FM, tần số 98.4 Mhz. | ” |

Buổi phát sóng các chương trình thời sự, nhạc hiệu sẽ khác đi một chút và không có lời xướng.

## Chương trình
Đây là danh sách các chương trình đã và đang phát sóng trên THĐT, với các chương trình đang phát sóng được nhận diện bằng chữ in đậm.

### THĐT1
- Alô bác sĩ ơi
- ADC Mang đến sự tốt lành
- Bản tin giá cả thị trường
- Bản tin kinh tế - Tiêu dùng
- Buổi tối tốt lành
- Dân vận khéo
- Đặc sản miền sông nước
- Đường đua bồ lúa
- Góc tuổi thơ
- Khát vọng trẻ
- Khuyến nông
- Khoa học & công nghệ
- Kết nối Bắc Sông Hậu
- Nhịp sống 24h
- Ocop Đồng Tháp
- Sáng miền tây
- Tái cơ cấu nông nghiệp
- Tài tử miệt vườn
- Tạp chí du lịch xanh
- Tạp chí thể thao
- THĐT kết nối
- Thời sự
- Toàn cảnh nông nghiệp
- Trang địa phương
- Tri thức phục vụ đời sống
- Xổ số kiến thiết Đồng Tháp

### THĐT2
- Tự hào Đất Sen hồng
- Miền Tây lạ lắm à nghen!
- Gợi nhớ miền Tây